# Deutsche Bundesbahn
Deutsche Bundesbahn (Німецька федеральна залізниця) — назва державної залізниці ФРН. 31 грудня 1993 року її об'єднали з Deutsche Reichsbahn (НДР) внаслідок чого утворилася компанія Deutsche Bahn.

## Загальна інформація

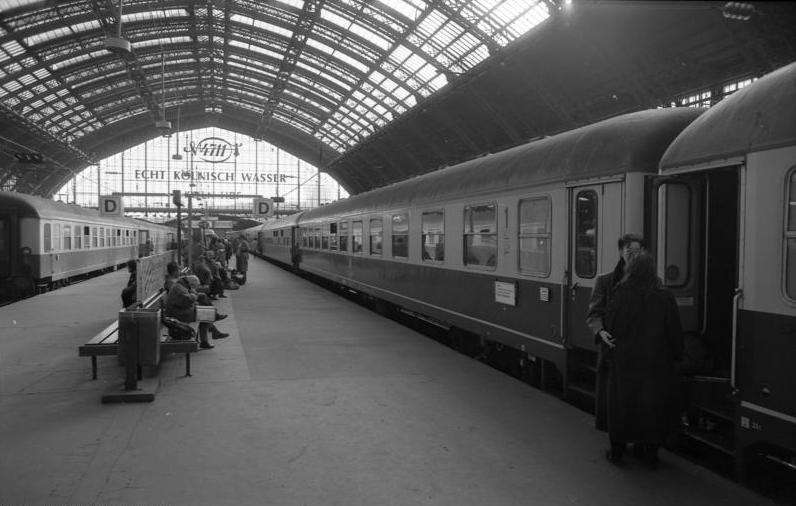
Пасажирський поїзд на вокзалі Кельна

Протяжність ліній Deutsche Bundesbahn становила 27 278 км, у тому числі 11 609 км електрифіковані (змінним струмом 15 кВ 16 ⅔ Гц). Залізниці мають ширину колії 1435 мм. На електричній тязі виконувалося близько 80% усього вантажообігу. Колія переважно безстикова.
По густоті залізничної мережі Deutsche Bundesbahn займали одне з перших місць у світ.
До складу DB входили 10 залізничних дирекцій з центрами в Ессені, Франкфурті, Гамбургзі, Ганновері, Карлсруе, Кельні, Мюнхені, Нюрнбергзі, Саарбрюккені і Штутгарті..

## Рухомий склад
Тут і далі:
BR — перекладається як Baureihe — модельний ряд (серія). Хоча на кузові на рухомому складі присутні тільки цифри (наприклад, 145 010-8), але скрізь в літературі, в залізничних термінах спереду ставиться BR, далі номер серії. Так для вище наведеного прикладу буде BR 145 (серія електровоза — 145), 010 — порядковий номер у серії, 8 — контрольний (захисний) знак — застосовується при обробці на ЕОМ для контролю правильності зазначення локомотива.
По першій цифрі позначення серії можна визначити тип рухомого складу (РС).
Позначення типу РС:
- 01-098 — паровози;
- 099 — паровози вузькоколійні;
- 101–199 — електровози;
- 201–299 — тепловози магістральні (вантажні, вантажно-пасажирські, пасажирські, вивізні і тд);
- 301–398 — тепловози маневрові;
- 399 — тепловози вузькоколійні;
- 400–419 — високошвидкісні електропоїзди;
- 420–449 — приміські електропоїзди;
- 450–469 — трамваї та електромотриси;
- 470–499 — вагони метро (U-Bahn), міські електропоїзди (S-Bahn);
- 601–609 — високошвидкісні дизель-поїзди;
- 610–689 — дизель-поїзди пасажирські дальні і приміські, рейкові автобуси;
- 690–699 — вантажні дизель-поїзди з вагонами управління;
- 701–770 — службові одиниці РС (дрезини, мотриса, снігоочисники, ремонтні, колійні, контактної мережі, дефектоскопи) на автономній тязі;
- 771–799 — автомотриси (рейкові автобуси) пасажирські (старої побудови (часів НДР), нові включаються в ряд 610–689)